# Нејтан Скот
Нејтан Ројал Скот или Нејтан Скот је измишљени лик из америчке телевизијске серије „Три Хил“.
У средњој школи Нејтан је био главна звезда „Гаврана“. Представљао се као надобудан и не баш занимљив све док није упознао Хејли. Нејтан се два пута женио са Хејли. У четвртој сезони серије Хејли му рађа сина Џејмија. Његова професионална кошаркашка каријера је доведена у опасност након једне туче у локалном кафеу у којој је задобио тешку повреду кичме.